# 布袋鎮
23°22′41″N 120°10′01″E / 23.3781771°N 120.1669872°E
布袋鎮是一個位於臺灣西南沿海的鎮，隸屬於嘉義縣，涵蓋土地面積約62平方公里，為一典型漁村聚落，全鎮人口主要分布於布袋市區、新塭、過溝及東港等四大區域。近年來，因高跟鞋教堂及好美里彩繪村等觀光景點相繼落成，逐漸帶動本地區產業轉型，嘉義縣政府亦有意推動布袋商港轉型成遊艇港。布袋商港亦提供台灣本島前往澎湖縣的定期船班（冬季停航）。

## 歷史

### 荷蘭與明鄭時期
古稱「魍港」（今好美里一帶），其所開發，始於明末開墾，海盜顏思齊、鄭芝龍拓臺十寨之第六寨便設於魍港大坵田。天啟四年(西元1624年)荷蘭東印度公司來臺後，魍港納入統治。鄭成功遠涉海峽，驅離東印度公司勢力之後，鄭氏王朝亦遣部將屯墾此地，並募集福建漳州、泉州三邑、泉州安溪等地先民遷居開墾，當時本地較為荒涼，經先民集居著手經營，而形成村落鬧市。

### 清領時期
布袋鎮是嘉義縣開發最早的地區，舊稱布袋嘴，又稱冬港。
冬港為布袋清領初期的稱呼，清康熙年代，位於八掌溪口，大坵田沙嘴東南岸濱潟湖的一個內港，諸羅縣志載有：「冬港商船到此載五穀，南出青峰闕，入於海。」所指「冬港」就是現在的布袋港。清乾隆年間布袋發展成一內港街庄，九龍里香火鼎盛的嘉應廟以及永安里的永安宮皆建於此期間。

### 日治時期
清朝與日本簽訂馬關條約後，臺灣割讓給日本。日本將布袋改稱為布袋街，屬臺南縣管轄。1920年8月10日改稱為臺南州東石郡布袋庄。

### 民國時期
民國34年，第二次世界大戰結束，日本無條件投降，中華民國接管臺灣。民國35年改為臺南縣東石區布袋鄉公所，後來本鄉因布袋港與大陸通商，航運發達，人口激增，於民國37年改制為鎮，民國39年改隸嘉義縣布袋鎮。
民國35年（西元1946年）6月21日，布袋開始出現霍亂病例，7月4日判定為該地船隻傳入，警方在當地唯一的道路路口以草繩作為封鎖線管制出入，7月18日發生警民衝突造成鄉民一死一傷，員警重傷，是為布袋事件，疫情到了7月25日才平息。:233,235,236
此外，布袋鎮曾是烏腳病主要流行地區之一。

## 地理

### 位置
北鄰東石鄉，東北連朴子市，東南連義竹鄉，西濱臺灣海峽，南隔八掌溪接臺南市北門區。

### 地形
處嘉南平原之上，地勢低平，係由八掌溪多次沖積而成。

### 土壤
土壤以簪沙質壤土為主，含鹽份較高。小部份為黏土壤土，分布於貴舍裡的半月段、貴舍及樹林裡的樹林頭段。

### 水文
八掌溪流經新塭南端入海，重要排水溝有溪墘大排水溝、考試潭大排水溝等，尚有中小排水溝甚多。

### 氣候
屬於臺灣西部的沿海型氣候，長年季風強，年平均氣溫在攝氏26度間，其中7月份最熱，月平均溫度15度間。
因受季風影響，春夏吹西南風，秋冬吹西北、東北風，為一冬冷夏熱的地方，雨量也因為季風以及海洋氣候的導向，長年不穩定，年平均降水量900到1500公厘左右，每年平均降雨日數約85天，相對溼度75到90之間，濕度十分的大。

### 人口
根據嘉義縣朴子戶政事務所統計，2024年底布袋鎮戶數約9.6千戶，人口約2.4萬人，鎮內人口最多與最少的里分別是復興里與考試里，2024年底兩里人口分別為2,464人與260人；人口密度最高與最低的里分別是九龍里與考試里，2024年底兩里人口密度分別為每平方公里8,200人與54人。與嘉義縣其他地區相同，布袋鎮面臨嚴重人口老化與少子化的問題，2024年底時，布袋鎮內0至14歲人口有6.47%，15至64歲人口佔69.03%，24.50%是65歲以上人口，老化指數約為378.85%，是臺灣老化指數最高的鎮。

## 政治

### 歷任首長
| 任次 | 姓名   | 就任日期       | 卸任日期       | 黨籍              | 備註             |
| ---- | ------ | -------------- | -------------- | ----------------- | ---------------- |
| 1    | 蔡 安  | 1951年8月      | 1953年8月      |                   |                  |
| 2    | 張輝塔 | 1953年8月      | 1956年8月      |                   |                  |
| 3    | 蔡崇烈 | 1956年8月      | 1960年10月     |                   |                  |
| 4    | 蔡 寬  | 1960年10月     | 1964年2月28日  |                   |                  |
| 5    | 蔡崇烈 | 1964年3月1日   | 1968年2月28日  |                   |                  |
| 6    | 蔡 寬  | 1968年3月1日   | 1972年4月      |                   |                  |
| 7    | 蔡 寬  | 1973年4月      | 1977年12月29日 |                   |                  |
| 8    | 林窿滾 | 1977年12月30日 | 1982年2月28日  |                   |                  |
| 9    | 蕭金爐 | 1982年3月1日   | 1986年2月28日  |                   |                  |
| 10   | 林窿滾 | 1986年3月1日   | 1990年2月28日  |                   |                  |
| 11   | 蔡啟芳 | 1990年3月1日   | 1994年2月28日  | 民主進步黨        |                  |
| 12   | 蔡長雄 | 1994年3月1日   | 1998年2月28日  | 民主進步黨        |                  |
| 13   | 蔡祝河 | 1998年3月1日   | 2002年2月28日  | 中國國民黨        |                  |
| 14   | 蔡祝河 | 2002年3月1日   | 2006年2月28日  | 中國國民黨        |                  |
| 15   | 蔡啟東 | 2006年3月1日   | 2008年11月23日 | 無黨籍            | 任內病逝         |
| 15   | 英文行 | 2008年11月24日 | 2010年2月28日  | 無黨籍            | 代理鎮長，不支薪 |
| 16   | 蔡坤彬 | 2010年3月1日   | 2014年12月25日 | 民主進步黨→無黨籍 |                  |
| 17   | 陳鳳梅 | 2014年12月25日 | 2018年12月25日 | 民主進步黨        | 首任女性鎮長     |
| 18   | 陳鳳梅 | 2018年12月25日 | 2022年12月25日 | 民主進步黨        | 連任             |
| 19   | 蔡瑋傑 | 2022年12月25日 | 2026年12月25日 | 民主進步黨        | 現任             |

### 鎮政組織

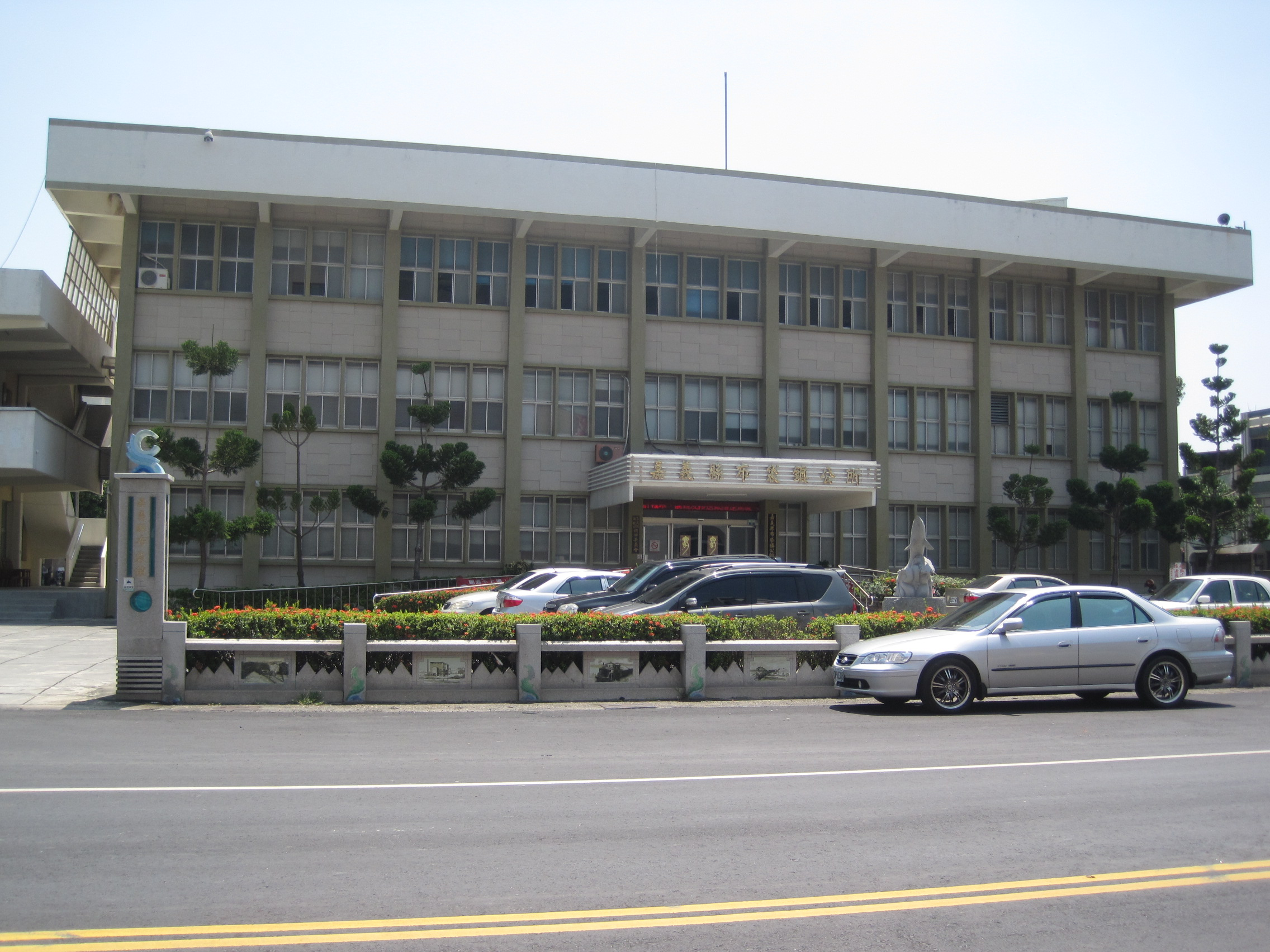
布袋鎮公所

布袋鎮公所是布袋鎮最高層級的地方行政機關，在中華民國政府架構中為鎮自治的行政機關，同時負責執行縣政府及中央機關委辦事項，布袋鎮的自治監督機關為嘉義縣政府。鎮長由全體鎮民直接選舉產生，任期為四年，可連選連任一次。布袋鎮公所並置鎮政會議，為鎮政最高決策機構，在鎮長之下，設有5課4室等9個內部單位及3個附屬機關。
布袋鎮民代表會是布袋鎮的最高民意機關，代表布袋鎮全體鎮民立法和監察鎮政。鎮民代表由公民直選選出，任期為四年，可連選連任。布袋鎮民代表會共有11位鎮民代表，分別為第一選區4席鎮民代表、第二選區2席鎮民代表、第三選區5席鎮民代表，主席、副主席由11位鎮民代表互選產生。

### 行政區
- 布袋嘴：

| # | 里 名  | 面 積          | 備 註                                    |
| 1 | 岱江里 | 0.115平方公里  |                                          |
| 2 | 岑海里 | 6.6124平方公里 | 布袋觀光漁市所在地、布新國小所在地       |
| 3 | 九龍里 | 1.040平方公里  | 有著名寺廟「九龍三公」廟（即布袋嘉應廟） |
| 4 | 光復里 | 4.210平方公里  |                                          |
| 5 | 興中里 | 0.5110平方公里 | 本鎮鎮治所在地                           |

- 過溝：

| # | 里 名  | 面 積          | 備 註                        |
| 1 | 東安里 | 1.5670平方公里 | 有著名寺廟「過溝安溪城隍廟」 |
| 2 | 西安里 | 0.9870平方公里 | 有著名寺廟「過溝建德宮」     |
| 3 | 中安里 | 1.8940平方公里 | 過溝國小、過溝國中所在地     |

- 新厝仔：

| # | 里 名  | 面 積          | 備 註                        |
| 1 | 新厝里 | 0.1220平方公里 | 布袋國小所在地               |
| 2 | 龍江里 | 0.4324平方公里 | 臺鹽生技廠（布袋鹽山）所在地 |

- 新塭：

| # | 里 名  | 面 積          | 備 註                    |
| 1 | 復興里 | 3.0800平方公里 | 有著名寺廟「新塭嘉應廟」 |
| 2 | 新民里 | 0.4478平方公里 | 有著名寺廟「新塭嘉應廟」 |

- 其他：

| #  | 里 名  | 面 積          | 備 註                                                          |
| 1  | 見龍里 | 1.1400平方公里 | 舊地名「內田」，有其命名之廟宇「見龍宮」                       |
| 2  | 永安里 | 1.0700平方公里 | 舊地名「大寮」，有其命名之廟宇「永安宮」，永安國小所在地       |
| 3  | 東港里 | 1.6412平方公里 | 舊地名「前東港」，景山國小所在地                               |
| 4  | 貴舍里 | 4.7350平方公里 | 舊地名「貴舍」，貴林國小所在地                                 |
| 5  | 樹林里 | 5.9810平方公里 | 舊地名「樹林頭」                                               |
| 6  | 江山里 | 1.1260平方公里 | 舊地名「崩山」                                                 |
| 7  | 考試里 | 4.8420平方公里 | 舊地名「考試潭」                                               |
| 8  | 菜舖里 | 3.5540平方公里 | 舊地名「菜舖廍」，正義國小(已裁併)所在地                       |
| 9  | 振寮里 | 8.2642平方公里 | 舊地名「後壁寮」，蕭府大帝廟與振寮分校所在地                   |
| 10 | 新岑里 | 5.3250平方公里 | 舊地名「郭岑寮」，新岑國小所在地                               |
| 11 | 好美里 | 6.8930平方公里 | 舊地名「虎尾寮」，另一說為「魍港」，好美國小所在地 |

### 警政治安
- 嘉義縣警察局布袋分局
- 景山派出所：東港里34號 05-3472067
- 新塭派出所：新民里293號 05-3431154
- 過溝派出所：中山里110號 05-3451064
- 布袋派出所：岑海里中山路206號 05-3472047

### 其他機關團體
| - 中央機關派出單位： - 臺灣港務公司高雄分公司 布袋辦事處 - 海洋委員會海巡署艦隊分署 第13（布袋）海巡隊 - 臺灣電力公司嘉義區營業處 布袋、新塭服務所 - 嘉南農田水利會朴子區管理處 樹林、中安工作站 - 勞動部勞動力發展署雲嘉南分署朴子就服站 布袋就業服務臺 - 中華電信公司南區分公司嘉義營運處 布袋、新塭、過溝服務中心 - 臺灣中油公司油品行銷事業部嘉南營業處嘉義直銷服務中心 布袋站 |

| - 地方機關： - 嘉義區漁會 - 布袋鎮農會 - 布袋鎮衛生所 - 布袋戶政事務所 | - 警消機關： - 布袋消防分隊 - 布袋警察分局 - 布袋派出所 - 景山派出所 - 過溝派出所 - 新塭派出所 | - 地方團體： - 布袋鎮老人會 - 布袋鎮長壽會 - 布袋鎮長青會 - 布袋鎮婦女會 - 布袋嘴文化協會 - 臺灣布袋港發展促進會 |

## 文化

### 文化資產
無形文化與民俗活動
- 火燈夜巡

過溝建德宮火燈夜巡夜間祈安遶境，於每年農曆六月最後三天舉行，民眾手持火燈跟著過溝眾神明的大輦神轎、乩童、神轎一同巡營遶境，驅逐鬼魅，保佑過溝地區民眾平平安安，且在民國100年被嘉義縣政府列入「縣定無形文化資產」。
- 衝水路迎客王

新塭嘉應廟主祀九龍三公，原立廟於清道光十八年（1838年），光緒十年（1884年）遷至省道旁現址重建。信徒眾多，香火鼎盛。每年農曆三月廿七日，廟方會邀請南鯤鯓代天府的舊三王（王爺信仰）、北港朝天宮中的糖甘媽（媽祖簡稱）、朴子配天宮的三媽到此，廟方各派出十多頂神轎下海迎接，即為所謂的「衝水路、迎客王」民俗活動。
產業資產
- 布袋鹽場

布袋鹽場始建於清乾隆四十九年（1784年），休止於民國九十年（2001年），曾為當地重要經濟來源，亦是臺灣製鹽總廠所設六大鹽場之一。
古物
- 布袋魍港太聖宮媽祖神像

## 教育

### 國民中學
| # | 校 名                | 校 址                        | 電 話       | 網 站                       |
| 1 | 嘉義縣立布袋國民中學 | 嘉義縣布袋鎮光復里六棟寮40號 | (05)3472044 | 網站 （页面存档备份，存于） |

### 國民小學

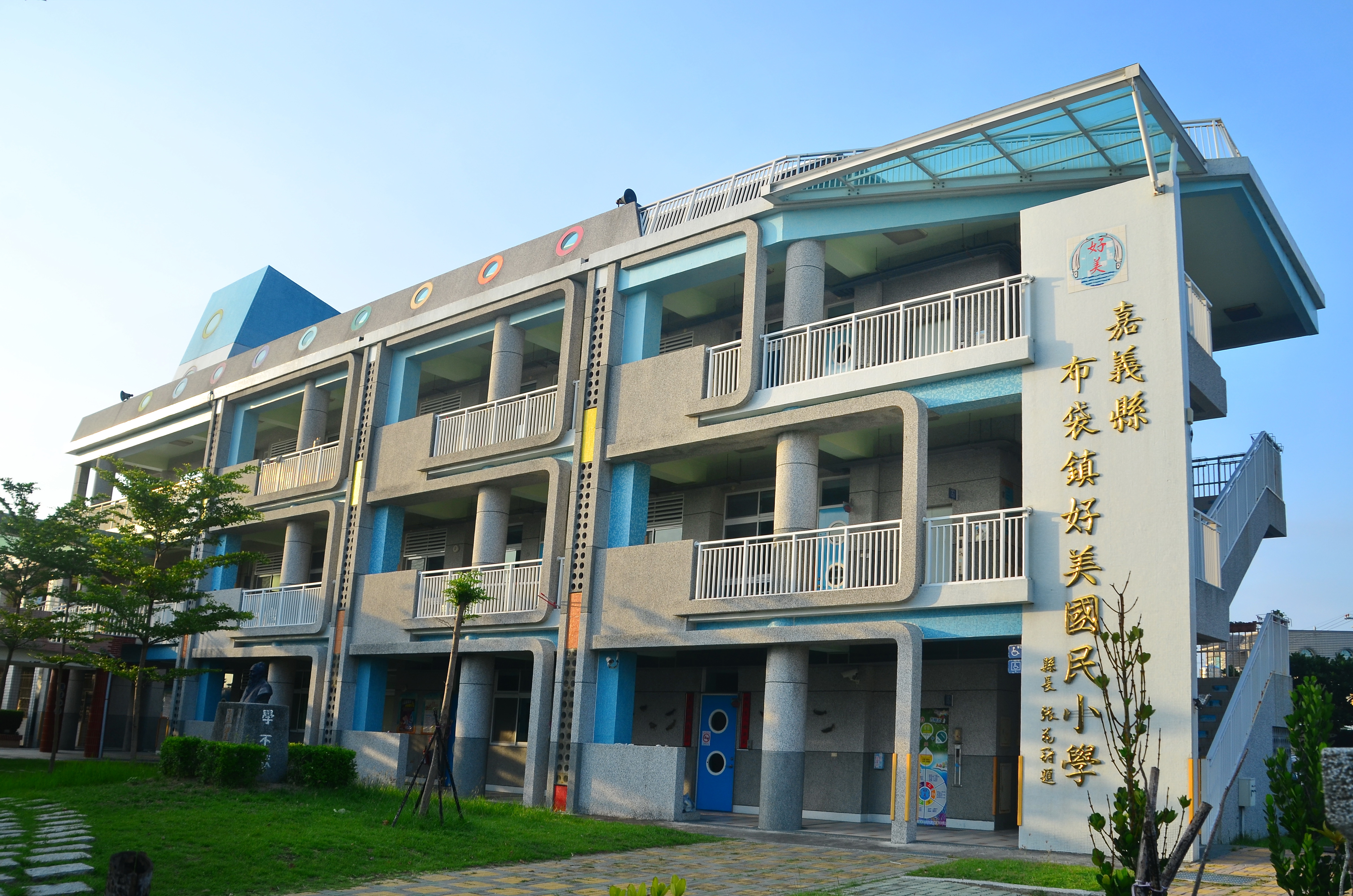
布袋鎮好美國民小學

| #  | 校 名                                    | 校 址                        | 電 話       | 網 站                       |
| 1  | 嘉義縣布袋鎮布袋國民小學                 | 嘉義縣布袋鎮新厝里65號       | (05)3472007 | 網站 （页面存档备份，存于） |
| 2  | 嘉義縣布袋鎮永安國民小學                 | 嘉義縣布袋鎮永安里126-2號    | (05)3472654 | 網站 （页面存档备份，存于） |
| 3  | 嘉義縣布袋鎮新塭國民小學                 | 嘉義縣布袋鎮新民里374號      | (05)3431064 | 網站 （页面存档备份，存于） |
| 4  | 嘉義縣布袋鎮布新國民小學                 | 嘉義縣布袋鎮岑海里文昌街61號 | (05)3476886 | 網站 （页面存档备份，存于） |
| 5  | 嘉義縣布袋鎮好美國民小學【虎尾寮】       | 嘉義縣布袋鎮好美里106號      | (05)3431524 | 網站 （页面存档备份，存于） |
| 6  | 嘉義縣布袋鎮景山國民小學                 | 嘉義縣布袋鎮東港里136號      | (05)3472734 | 網站 （页面存档备份，存于） |
| 7  | 嘉義縣布袋鎮新岑國民小學                 | 嘉義縣布袋鎮新岑里4號        | (05)3431525 | 網站 （页面存档备份，存于） |
| 8  | 嘉義縣布袋鎮過溝國民小學                 | 嘉義縣布袋鎮中安里頂厝1號    | (05)3451010 | 網站 （页面存档备份，存于） |
| 9  | 嘉義縣布袋鎮貴林國民小學【貴舍、樹林頭】 | 嘉義縣布袋鎮樹林里82號       | (05)3451641 | 網站                        |
| 10 | 嘉義縣布袋鎮景山國民小學振寮分校         | 嘉義縣布袋鎮振寮里194號      | (05)3471194 | 網站 （页面存档备份，存于） |

## 交通

### 海運
- 布袋港

### 公車資訊
- 嘉義客運
  - 7209 嘉義－朴子－布袋
  - 7213 嘉義－鹿草－樹林頭
  - 7227 朴子－網寮
  - 7234 朴子－過溝－布袋
- 嘉義縣公車處
  - 7327 嘉義－朴子－布袋
- 大台南公車（新營客運）
  - 61 新營站－台灣鹽博物館（台灣好行西濱快線）
  - 棕5 新營－鹽水－南鯤鯓－好美里
  - 棕6 新營－鹽水－前東港－布袋遊客中心／布袋商港
- 統聯客運
  - 1639 臺北－布袋
- 台一大車隊
  - 幸福布袋1路 布袋轉運站－布袋轉運站
  - 幸福布袋1路支線 布袋轉運站－布袋商港

### 快速公路
- 台61線（西濱快速公路）
  - 270 布袋一布袋一交流道
  - 272 布袋二布袋二交流道
  - 277 新塭新塭交流道（規劃中）

### 省道
- 台17線（濱海公路）

### 縣道
- 縣道157號：東石鄉港墘－布袋鎮貴舍里－東石鄉栗子崙－布袋鎮過溝
- 縣道161號：朴子市應菜埔－布袋鎮樹林頭－布袋鎮大寮－布袋鎮新岑
- 縣道163號：義竹鄉－布袋鎮好美里
- 縣道170號：東石鄉－布袋鎮－朴子市
- 縣道172號：布袋鎮－義竹鄉

## 旅遊景點

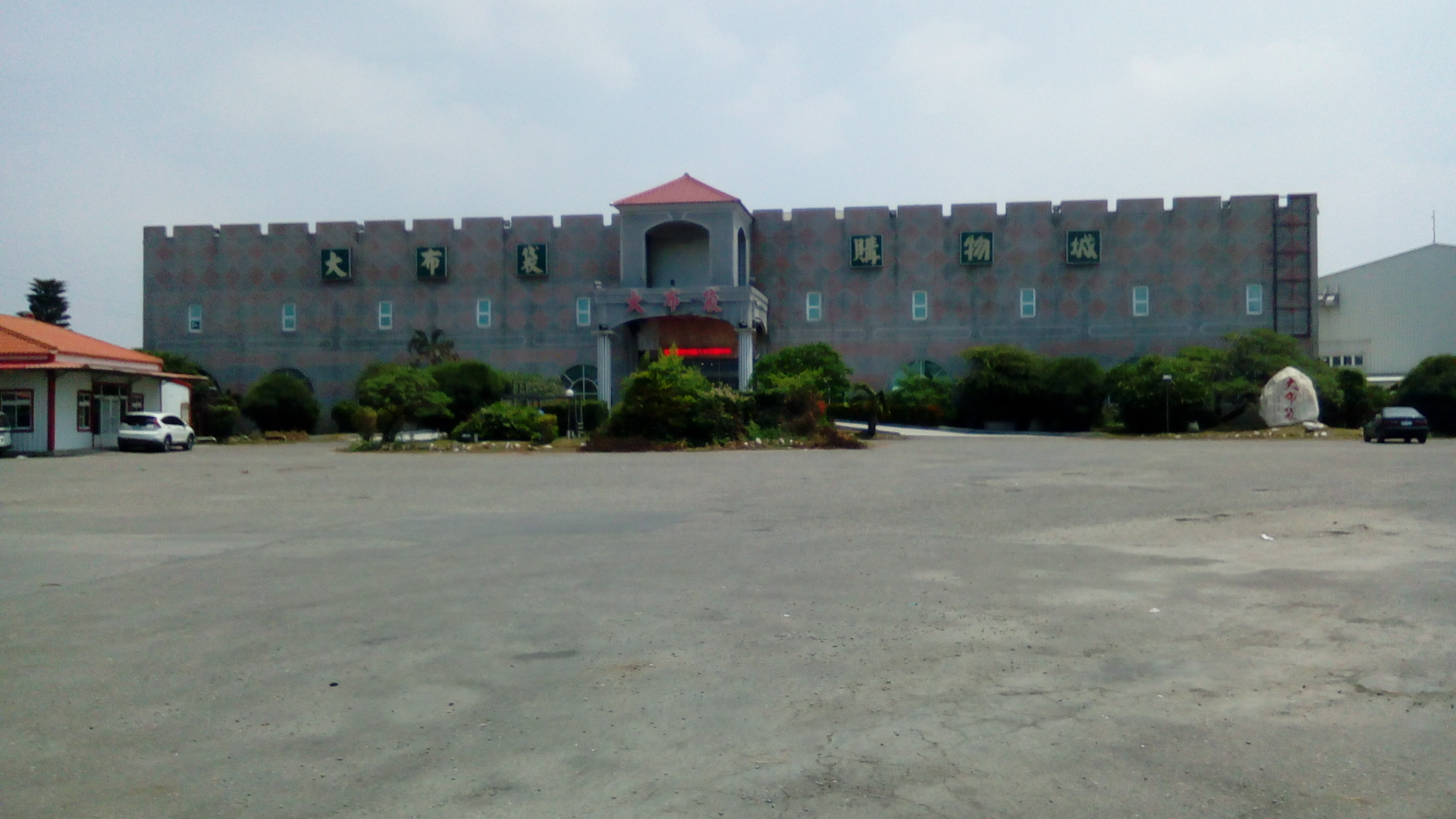
布袋鎮大布袋購物城

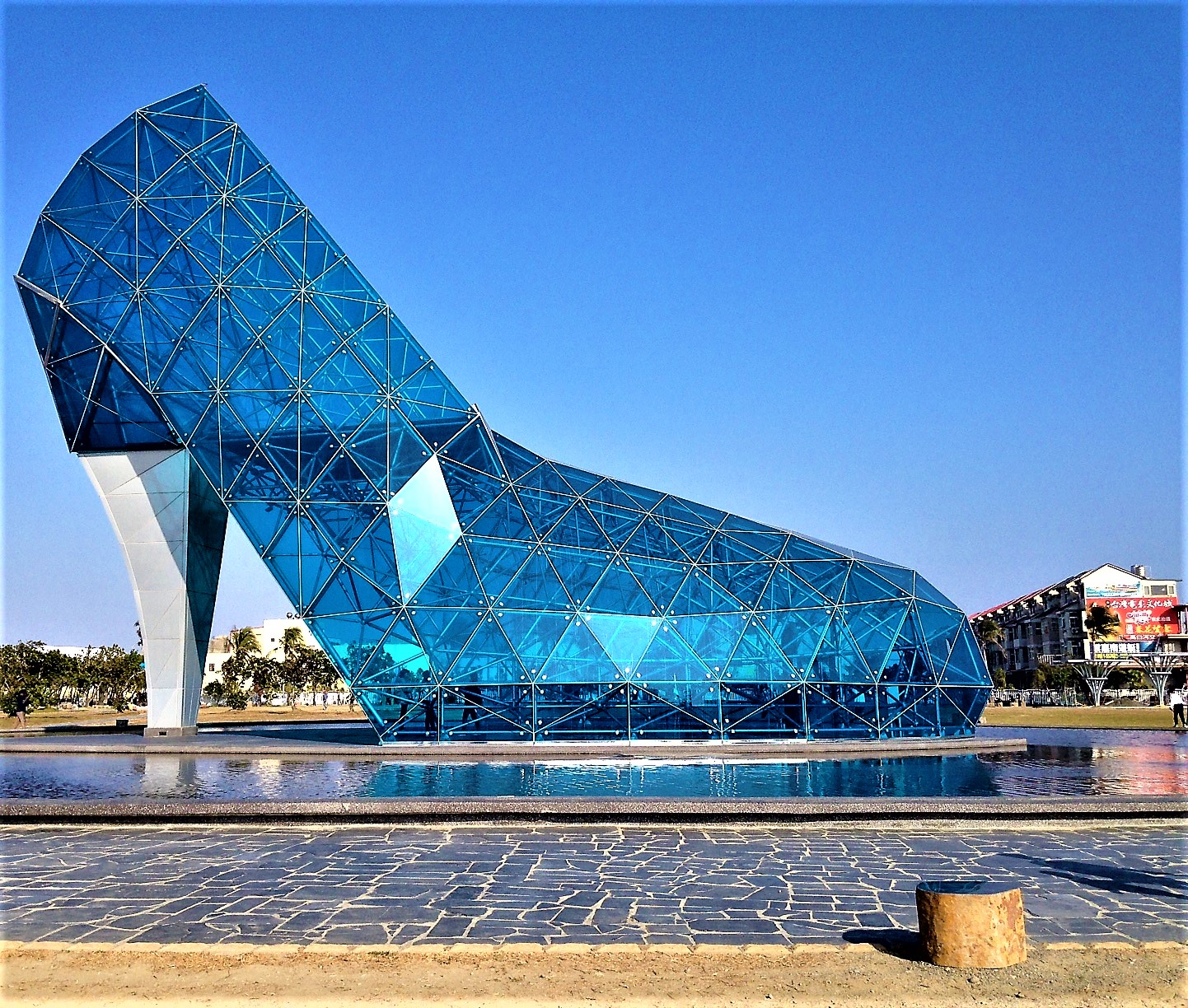
高跟鞋教堂

- 大布袋購物城
- 高跟鞋教堂
- 過溝建德宮
- 新塭嘉應廟
- 郭岑寮海國宮
- 布袋嘉應廟
- 過溝廈厝：「國寶阿祖的彩繪古厝」
- 過溝安溪城隍廟
- 過溝歲化宮
- 布袋鹽山
- 布袋商港
- 布袋觀光漁市
- 布袋海濱公園
- 布袋觀光鹽山漁筏
- 布袋好美寮自然保護區
- 好美里(魍港)太聖宮
- 好美里3D彩繪村
- 前東港山

## 特產
|                                      |                                                |                                                              |
| - 蚵漬 - 蝦漬 - 蜆漬 - 碎脯 - 珠螺漬 | - 文蛤漬 - 竹蛤漬 - 蒲燒鰻 - 烏魚子 - 高麗菜干 | - 布袋粗鹽 - 卅年老鹽 - 貝殼飾品 - 陳年老菜脯 - 蒲燒虱目魚丸 |

## 外部連結
- 布袋鎮公所 （页面存档备份，存于）
- 《嘉義民國80年至106年累積下陷分析》國立成功大學 地層下陷防治資訊網  （页面存档备份，存于）
- 高雄港務局網站關於布袋港的介紹[永久]